# Нижние Кармачи
Нижние Кармачи — посёлок в Лаишевском районе Татарстана. Входит в состав Александровского сельского поселения.

## География
Находится в западной части Татарстана на расстоянии приблизительно 14 км по прямой на север от районного центра города Лаишево вблизи автомобильной дороги Казань-Оренбург.

## История
Основан во второй половине XVIII века. Упоминался также как Малые Кармачи.

## Население
Постоянных жителей было: в 1859 — 109, в 1884 — 131, в 1897 — 89, в 1908 — 87, в 1920 — 91, в 1926 — 126, в 1938 — 92, в 1949 — 138, в 1958 — 117, в 1970 — 64, в 1989 — 20, в 2002 — 8 (русские 100 %), 2 в 2010.